# Gängessjön
Gängessjön är en sjö i Hässleholms kommun i Skåne och ingår i Helge ås huvudavrinningsområde. Sjön är 4,5 meter djup, har en yta på 0,411 kvadratkilometer och är belägen 101,2 meter över havet.

## Delavrinningsområde
Gängessjön ingår i det delavrinningsområde (624525-136218) som SMHI kallar för Utloppet av Gängessjön. Medelhöjden är 120 meter över havet och ytan är 20,24 kvadratkilometer. Räknas de 3 avrinningsområdena uppströms in blir den ackumulerade arean 80,68 kvadratkilometer. Vieån (Osbäcken) som avvattnar avrinningsområdet har biflödesordning 2, vilket innebär att vattnet flödar genom totalt 2 vattendrag innan det når havet efter 110 kilometer. Avrinningsområdet består mestadels av skog (64 procent), jordbruk (11 procent) och sankmarker (14 procent). Avrinningsområdet har 0,66 kvadratkilometer vattenytor vilket ger det en sjöprocent på 3,3 procent.